# Susan Ward
Susan Ward, född 15 april 1976 i Monroe, Louisiana, USA, är en amerikansk skådespelerska och fotomodell.
Vid 13 års ålder ville hon bli veterinär. Hon blev upptäckt av en modeagent som satte henne på ett plan till New York. Samtidigt som hon gick på high school satsade hon på modellkarriären och fick därför åka fram och tillbaka mellan New York och Monroe, Louisiana, där hon studerade. Efter visningar för publik började hon tröttna och satsade i stället på skådespelandet. Hennes första roll var i dagtidsdramat "All my children". I juni år 1995 sökte hon till en roll i serien "Malibu Shores" av Aaron Spelling. Bara 6 månader senare blev hon tillfrågad om hon ville provspela för en annan såpa av Aaron Spelling Sunset Beach, där hon fick en stor roll som Meg Cummings från Kansas.

## Filmografi
| Titel                                | Roll            | Övrigt                                                            |
| ------------------------------------ | --------------- | ----------------------------------------------------------------- |
| Poison Ivy: The New Seduction (1997) | Tjej på party   | Direkt till DVD                                                   |
| Inre kretsen (2000)                  | Brittany Foster |                                                                   |
| Min stora kärlek (2001)              | Jill            | Biroll                                                            |
| Would I Lie To You? (2002)           | Olivia          | Direkt till DVD                                                   |
| Wild Things 2 (2004)                 | Brittney Havers | Direkt till DVD                                                   |
| Going Greek (2004)                   | Wendy           | Exklusiv upplaga direkt till DVD                                  |
| Just Friends (2005)                  | fnask #3        | Ej omnämnd, cameo (DVD deleted scene).                            |
| For the Money (2005)                 | tjej i sportbil | Ej omnämnd                                                        |
| Cruel World (2005)                   | Ashley          | Direkt till DVD (Asien och Australien) Ej släppt i USA och Europa |
| Dead & Deader (2006)                 | Holly           | Sci Fi Channel Film                                               |
| Who's Your Caddy? (2007)             | Mrs. Cummings   |                                                                   |
| Toxic (2008)                         | Michelle        | Direkt till DVD                                                   |
| Order of Chaos (2009)                | Tara            |                                                                   |

## Television
| Title                      | Role         | Notes             |
| -------------------------- | ------------ | ----------------- |
| All My Children (1995)     | Servitris    | Ej omnämnd        |
| Malibu Shores (1996)       | Bree         |                   |
| Sunset Beach (1997–1999)   | Meg Cummings | Första stora roll |
| Make It or Break It (2009) | Chloe        |                   |

## Gästframträdande
- Women's Murder Club Parris Donovan. ("Play Through the Pain" 2007)
- Monk Michelle Cullman. Mordoffer som visas i flashbacks. ("Mr. Monk and the Actor" 2006)
- Just Legal Kate Manat. Kärleksobjekt till huvudkaraktären. (Återkommande, 2005)
- CSI: Crime Scene Investigation  Tanya Rollins. Prostituerad/mördare. ("King Baby" 2005)
- CSI: Miami  Ginger Wadley.  Jurymedlem #7. ("Hell Night" 2004)
- Boomtown Layla French, Strippare. ("Blackout" 2003)
- Vänner Hayley. Joeys date. ("The One with the Sharks" 2002)
- Men, Women & Dogs Sandra. Kärleksobjekt till huvudkaraktären. ("A Fetching New Lawyer" 2001)
- Xena: Warrior Princess Psyche. (Röst) ("A Comedy of Eros" 1997)
- Hercules: The Legendary Journeys Psyche. Cupids kärleksobjekt. ("The Green-Eyed Monster" 1996)